# Mlînîșce, Ivanîci
Mlînîșce (în ucraineană Млинище) este un sat în comuna Poromiv din raionul Ivanîci, regiunea Volînia, Ucraina.

## Demografie
Componența lingvistică a localității Mlînîșce
     Ucraineană (99,61%)
     Alte limbi (0,39%)
Conform recensământului din 2001, majoritatea populației localității Mlînîșce era vorbitoare de ucraineană (99,61%), existând în minoritate și vorbitori de alte limbi.